# SLT 50-3 Elefant

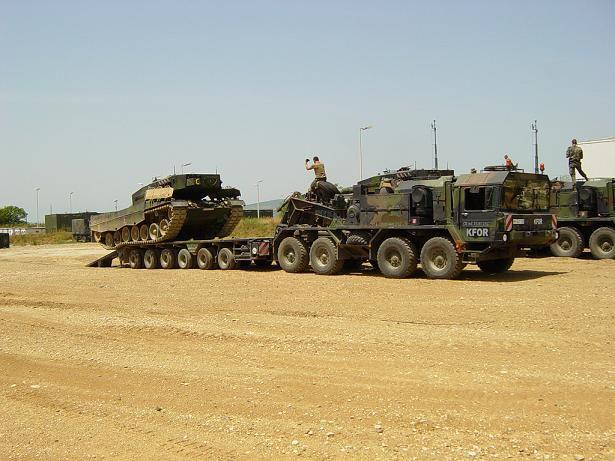
SLT Elefant з Leopard 2 у німецькій армії

FAUN SLT (Schwerlasttransporter) 50-3 Elefant — німецький важкий танковий транспортер. Перші тягачі були поставлені у квітні 1976 року, використовується нині у німецькій армії. З 2002 року також використовується у польській армії.
Призначений для перевезення вантажів при повній масі автопоїзда до 500 т, що складається з елементів модульної техніки або напівпричепів важковозів.

## Опис
Повнопривідні сідельні тягачі FAUN SLT — це вантажні позашляхові транспортні засоби, призначені для буксирування напівпричепів важковозів, що приєднуються за допомогою спеціального зчіпного пристрою — сідла ССУ тягача. При цьому ССУ тут є єдиною сполучною ланкою між тягачом і причепом, тому має підвищену міцність і витривалість.
Тягач з сідельно-зчіпним пристроєм являє собою транспортний засіб оснащений системою повного приводу і односхилим ошинуванням на широкопрофільних шинах, що дозволяє реалізувати високу потужність двигуна понад 1000 кінських сил, і створити високу тягу на колесах при транспортуванні великогабаритних і важких вантажів транспортування за допомогою зчіпного дишла та причепів модулів.
За своїми характеристиками тягач FAUN відноситься до дорожнього автономного локомотива, тобто до безрейкового транспортного засобу, на пневматичній ході, що використовується для переміщення несамохідного причіпного складу. За родом служби дорожній локомотив FAUN SLT відноситься до магістральних тягачів, тобто призначений для пересування на міжконтинентальні відстані в повній масі автопоїзда понад 500 тонн.
Завдяки компактності і великій маневреності трактор-тягач FAUN здатний до маневрових тягових робіт рухомого складу в межах виробництва, а в окремих випадках, і з виїздом на перегін, будучи тягачом Prime Mover у складі одного тягача у складі автопоїзда понад 1000 тонн.
Маневрову роботу тягач ФАУН виконують на витяжних коліях (витяжках), сортувальних гірках, напівгірках, похилих коліях та парках. На витяжних шляхах напівпричепи та причепи пересуваються за допомогою тяги локомотива, на гірках — під дією сили тяжіння, на півгірках — за допомогою тягових можливостей тягача та під дією сили тяжіння. Вбудовані лебідки тягача-локомотива застосовують для перестановки напівпричепів та причепів на вантажно-розвантажувальних та ремонтних дорогах та коліях.
Тягач може використовуватися в ролі баластного тягача. Для цього спереду і ззаду у тягача є пальцеві муфти (фаркопи) і буксирні тягово-зчіпні пристрої Rockinger RO58-1000 розраховані на 1000 т. сідельний тягач призначений для перевезення вантажів при повній масі автопоїзда до 295 т, складеного з елементів модульної техніки. Повнопривідна трансмісія ваговоза FAUN дозволяє використовувати дані тягачі для перевезення великовагових вантажів в умовах бездоріжжя, дозволяючи долати складні ділянки доріг на шляху прямування до важкодоступних об'єктів.
Сідельний великовантажний тягач FAUN ефективно працює у складі автопоїздів загальною масою до 500 тонн, на асфальті, ґрунтових дорогах та будь-якій пересіченій місцевості. Усі компоненти тягача відрізняються підвищеною витривалістю та працездатністю — машина спеціально оптимізована для роботи у важких та екстремальних умовах.

## Конструкція

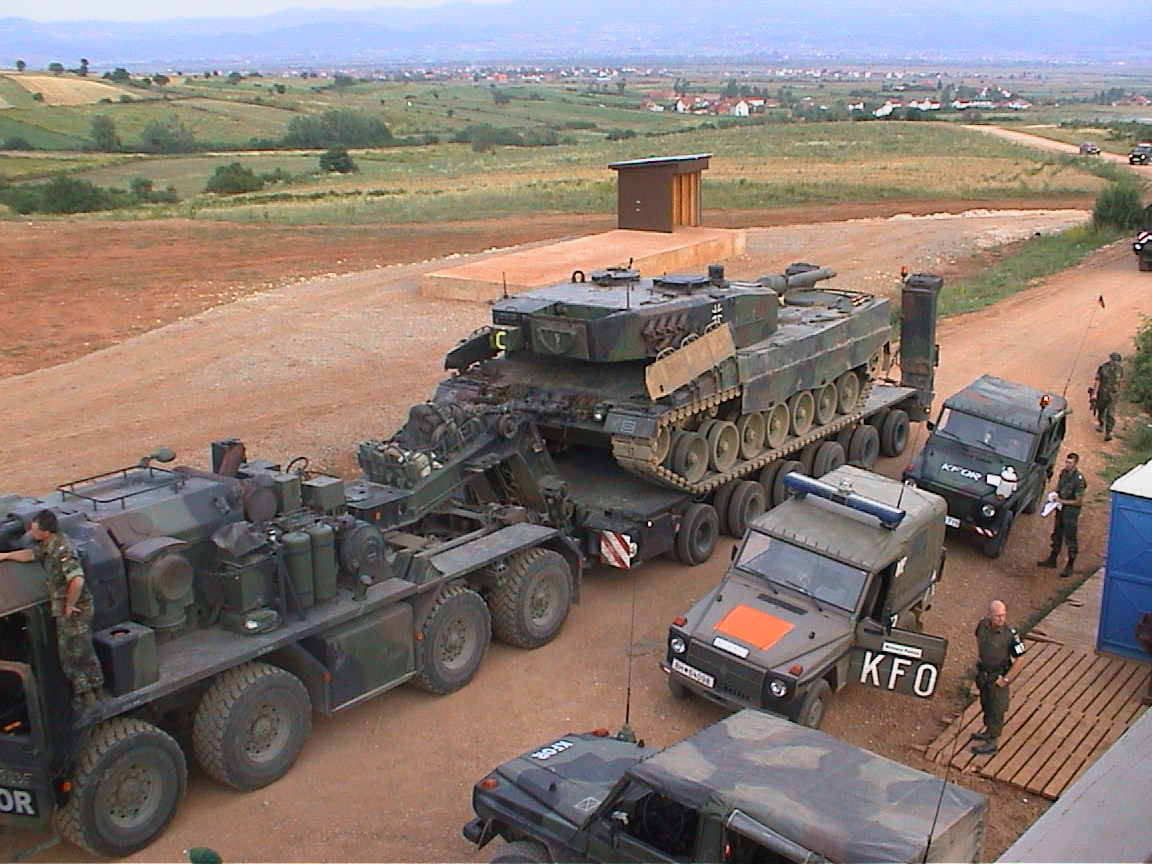
Танк-транспортер SLT 50-3 Elefant з 56-тонним причепом і Leopard 2A4 у Косово.

Тягач оснащений потужною надміцною рамою, односхилим ошиновуванням на колесах 18 R22,5., багатолітровим турбованим дизельним двигуном водяного охолодження Deutz TBD V12 потужністю 1000 л. с., гідромеханічної напівавтоматичної КПП із вбудованим гідродинамічним сповільнювачем високої ефективності.
Мости тягача з двоступінчастою редукцією мають блокування всіх міжосьових та міжколісних диференціалів, у комплектацію включена евакуаційна лебідка та тягові тросові лебідки з гідроприводом сумарною тягою 100 т.
Шасі: В основі шасі потужна високорозташована потужна С-подібна рама, сходового типу, виготовлена з високоміцного та еластичного сплаву. Рама складається з лонжеронів, поперечок та вкладених підсилювачів.
Товщина стінки лонжерону становить 14 мм. Ширина полиці лонжерону 103 мм, висота лонжерону 300 мм. Відстань між лонжеронами рами 1300 мм. У раму інтегрований передній сталевий бампер, виготовлений з 5 мм сталі. На обох кінцях рами розміщені силові поперечні балки із встановленими буксирними приладами ТСУ та комутаційним обладнанням для підключення причепа, а також буксирні та евакуаційні петлі спереду 2х30 + 2х15 тонн та 2х30 тонн задні.
Світлотехнічне обладнання автомобіля спереду, ззаду та даху кабіни оснащене захисними ґратками. На рамі в межах колісної бази змонтовано двигун з гідропередачею, агрегати трансмісії, підвіски коліс, пристрої ССУ та ТСУ, кермо, кабіна, лебідки з гідроприводом та інше обладнання.
Силова установка: Промисловий низькообертовий турбомотор марки Deutz MWM TBD 234 V12 Twin Turbo. Двигун внутрішнього згоряння із запаленням від стиснення, дизельний, 4-тактний, V-подібний, 12-циліндровий, рідинного охолодження з подвійним газотурбінним турбо-привідним компресором та проміжним охолоджувачем наддувного повітря типу «повітря-повітря».
Робочий об'єм циліндрів двигуна складає 22 л, потужність двигуна 1000 к. с. Максимальний момент, що крутить, 3800 Нм. Пристрій упорскування палива: безпосереднє упорскування палива за допомогою механічного ТНВД. На системі випуску встановлено моторне гальмо потужністю 500 кВт.
Система живлення двигуна оснащена підігрівом та паливним фільтром з водяним сепаратором. Об'єм рідини, що охолоджує двигун — 200 л, площа радіаторів охолодження 13 000 см². Об'єм масла двигуна 70 л. Об'єм палива в баках 800 л.
Трансмісія: Привід колес постійний повний 8 × 8 (привід на всі осі тягача), з примусовими блокуваннями 4 міжколісних та 3 міжосьових диференціалів. Коробка передач планетарна, напівавтоматична селективна із гідрооб'ємною передачею марки Zahnrad Fabrik Hydromedia 4PW200 HP2.
Кількість передач у КПП вперед/назад: — 8/4. Діапазон швидкостей у режимі максимальної потужності від 2,5 до 65 км/год. Гідротрансформатор одноступінчастий ZF W500-10/3.1 з функцією блокування ГТР та автоматичною зміною моменту, що крутить, в діапазоні від 1:1 до 3:1. Вбудоване гідродинамічне гальмо сповільнювач-ретардер потужністю 600 кВт. Гідромеханічна передача ZF дозволяє автоматично регулювати швидкість та тягу залежно від навантаження, забезпечує плавність ходу та швидке перемикання швидкостей.
Гідротрансформатор ZF Transmatic зблокований з КПП і оснащений примусовим охолодженням масла за допомогою виносного радіатора. Картер коробки перемикання передач, ГТР, керамічного зчеплення та загальний роздавальної коробки. Моноблок автоматизованої трансмісії Zahnrad Fabrik Hydromedia розташований у центрі рами автомобіля. Об'єм мастила КПП з урахуванням виносного бака 100 літрів.
- Коробка зміни передач гідромеханічна ГСК, складається з послідовно з'єднаних гідротрансформаторів блокування нормально-розімкнутого типу, фрикційного дискового зчеплення, планетарної ступінчастої коробки передач з ручним перемиканням. Переваги: передача крутного моменту, всередині гідротрансформатора відбувається без жорсткого кінематичного зв'язку, виключаються ударні навантаження на трансмісію завдяки відсутності жорсткого зв'язку полегшується дозування тяги на ведучих колесах, автоматичне плавне збільшення крутного моменту під навантаженням, в широкому діапазоні. Коефіцієнт трансформації від 1 до 3 Вбудоване гідродинамічне гальмо сповільнювач-ретардер. Встановлено коробку відбору потужності.

Ходова частина та колісні мости: Ведучі та керовані колісні мости переднього візка марки FAUN, нерозрізні залежного типу, з бортовими колісними планетарними колісними редукторами планетарного типу та примусовим міжколісним блокуванням. Привід коліс: подвійний карданний шарнір.
Підвіска ресорно-балансирна на реактивних штангах з гумометалевими шарнірами. Ресори напівеліптичні малолистові з гідравлічними стійками-амортизаторами подвійної дії та стабілізаторами поперечної стійкості. Підвіска мостів марки FAUN, кількість і розміри ресор: листи штук — 4, ТхШхД, мм — 28х110х1700. Для вирівнювання тиску всередині картера мостів у верхній частині картера встановлені запобіжні клапани — сапуни. Шланги вентиляції картера виведені вище за рівень рами. Несуча здатність мостів сумарна 40 000 кг.
Ведучі мости заднього візка марки FAUN, нерозрізні залежного типу, з бортовими колісними планетарними колісними редукторами планетарного типу і примусовим міжколісним блокуванням. Підвіска ресорно-балансирна на реактивних штангах з гумометалевими шарнірами. Ресори напівеліптичні малолистові з гідравлічними стійками-амортизаторами подвійної дії та стабілізаторами поперечної стійкості. Підвіска мостів марки FAUN, кількість і розміри ресор: листи штук — 5, ТхШхД, мм — 38х120х1620. Для вирівнювання тиску всередині картера мостів у верхній частині картера встановлені запобіжні клапани сапуни. Шланги вентиляції картера виведені вище за рівень рами. Несуча здатність мостів сумарна 40 т. Передаточне число основної передачі 10,24:1.
Гальмівна система: Гальма барабанного типу. Привід двох контурний, пневматичний з антиблокувальною системою ABS. Гальмівні механізми обладнані системою автоматичного регулювання. Гальмівні енергоакумулятори встановлені на чотирьох осях. Привід гальма стоянки на колеса заднього візка.
Додатково виведено дві лінії причепа. Об'єм повітряних ресіверів 2х80 + 3х50 л. Система осушення пневмосистеми з використанням ізопропілового спирту та системи повітряної підготовки Wabco. Для утримання машини на ухилі гальмівна система оснащена автоматичним утриманням Hill Holding.
Рульове керування: Двоконтурне кермо з гідравлічним посиленням і силовими гідроциліндрами подвійної дії приводу першої і другої осі. Система оснащена резервною гідравлічною системою з приводом від гідронасоса, встановленого на вторинному валу КПП.
Колеса: Ошинівка односхила. Колеса дискові Lemmerz 14.00-22,5. Шини камерні з регульованим тиском Michelin XZL 445/65 R22.5 або 18 R22.5 Michelin XS. Кількість коліс 8+1. Встановлено систему центрального підкачування коліс. Шини спеціальні, широкопрофільні (ширина понад 445 мм) із робочим тиском під навантаженням у межах 4-8 bar.
Кабіна: Цільнометалева, безкапотна, винесена вперед двигуна, відкидається вперед, 4-місна, комфортабельного типу з системою кондиціювання та автономного опалення повітряним обігрівачем салону Webasto та передпусковим рідинним підігрівачем двигуна Webasto. Вітрове скло розділене на дві рівні частини. Підвіска кабіни виконана з урахуванням постійної експлуатації на бездоріжжі. Встановлено евакуаційний люк у даху діаметром 800 мм.
Обладнання: Тягові лебідки з гідроприводом 2 х Rotzler HZ200, 2-х швидкісні з вбудованим одноблочним поліспастом сумарною тягою 100 тс. Діаметр тросів 26 мм, довжина 55 м. Передній та задній буксирний прилад типу «тягни-штовхай» ТСУ Rockinger RO56 з допустимим навантаженням 300. Сідельно-зчіпний пристрій ЗСУ Jost JSK 38 G1 king pin 3.5 inch.

## Виробництво
324 SLT 50 було побудовано до 1979 року. Починаючи з 1994 року всі 324 були модернізовані і отримали індекс SLT 50-3. Ця програма модернізації була завершена у 2000 році.

## Технічні характеристики
| Технічні характеристики      | Дані                             |
| ---------------------------- | -------------------------------- |
| Виробник                     | FAUN Німеччина                   |
| Призначення                  | тягач-важковоз                   |
| Колісна формула 8 × 8 / 4    |                                  |
| Двигун — потужність л. с.:   | MWM TBD 234 V12 TwinTurbo — 1000 |
| Колісна формула              | 8 × 8 / 4                        |
| Навантаження на РСУ, т       | 35                               |
| Повна маса автопоїзда, т     | 500                              |
| Повна маса, т                | 60                               |
| Максимальна швидкість км/год | 65                               |